# Hasenpfeffer

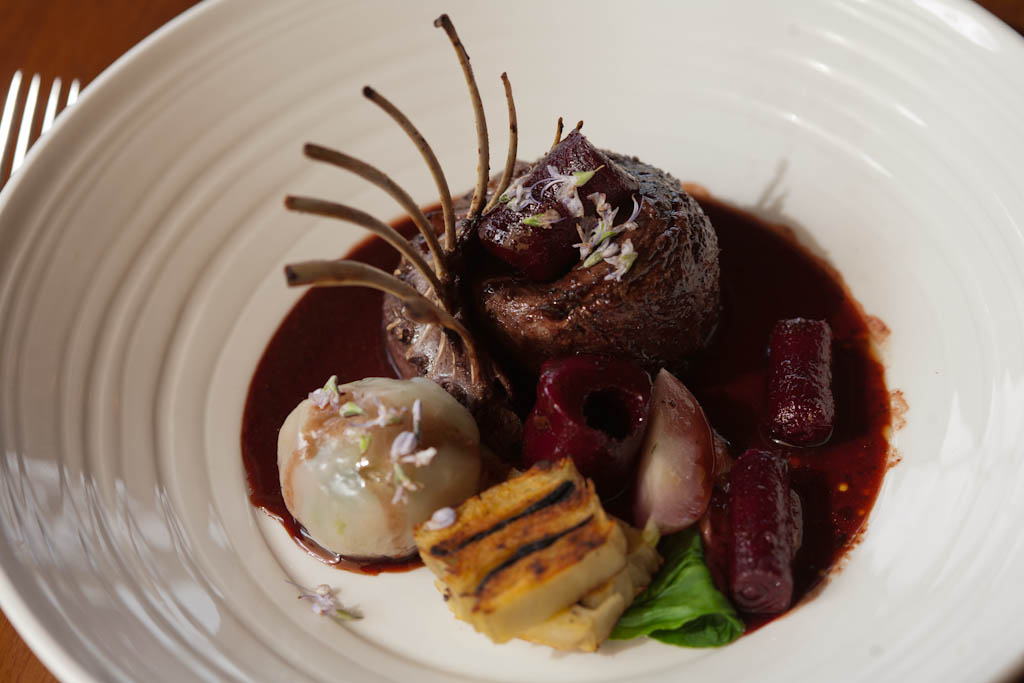
Hasenpfeffer als Krone präsentiert

Hasenpfeffer (franz. civet de lièvre) ist ein gewürztes Ragout aus Hasenfleisch, vor allem dem sogenannten Hasenklein mit Stücken vom Hasen wie Läufen, Brust und Hals, Herz und Leber, die sich als Braten nicht eignen. Der Begriff ist vom kulinarischen Begriff „Pfeffer“ abgeleitet.

## Zubereitung
Zur Zubereitung wird beispielsweise das Fleisch zuerst gewürfelt und in Öl, Weinbrand und Gewürzen mariniert. Anschließend wird es mit durchwachsenem Räucherspeck, Zwiebeln und Rotwein geschmort, mit Zitronensaft abgeschmeckt, die kleingeschnittene Leber hinzugegeben und schließlich die Sauce mit Hasen- oder Schweineblut eingedickt. Serviert wird Hasenpfeffer traditionell mit Klößen und Rotkohl.

## Ähnliche Speisen
Verwandte Gerichte, die auf „Pfeffer“ im Sinne eines Pfeffer-Kräuter-Gemisches bzw. einer scharfen Tunke (im Mittelalter auch Ius piperatum genannt), beruhen, sind Schweinepfeffer und Gänsepfeffer sowie Fischpfeffer. Im italienischen Gran Paradiso gibt es ein dem Hasenpfeffer ähnliches Gericht aus Murmeltierfleisch.